# Kursaal (San Sebastiàn)
Il Kursaal o Centro Congressi Kursaal (Palacio de Congresos y Auditorio Kursaal) è un edificio di San Sebastián, nei Paesi Baschi (Spagna).

## Storia
Prima che venisse costruito l'odierno Kursaal di San Sebastián, esisteva il Gran Kursaal Marítimo: un elegante palazzina situata presso la foce dell'Urumea. L'edificio, inaugurato nel 1921 e demolito nel 1973, presentava al suo interno numerosi servizi turistici, fra cui un casinò, teatri, un cinema e un ristorante. Dopo alcuni decenni, nel 1999, fu costruito un nuovo Kursaal progettato da Rafael Moneo. Il Kursaal è la sede in cui si svolge il Festival internazionale del cinema di San Sebastián.